# مجدي نجيب
مجدي نجيب (29 مايو 1936 - 7 فبراير 2024) هو شاعر وصحفي وفنان تشكيلي مصري.

## حياته
ينتمي إلى جيل الستينيات في مصر، من مواليد 29 مايو 1936 في محافظة القاهرة، كتب العديد من الأغاني لأكبر المغنيين المصريين، وكتب أشعار وأغاني للأطفال.

## السجن والاعتقال
كان مجدي نجيب مؤيدًا لثورة يوليو، وتم اعتقاله وسجن لسنوات فترة الرئيس الراحل جمال عبد الناصر، ورغم ذلك وصفه في أحد الحوارات بأنه كان: طاهر اليد 

## أعماله

### الدواوين
من دواوينه الشعرية:
- صهد الشتا 1964
- ليالي الزمن المنسي 1974
- مقاطع من أغنية الرّصاص 1976
- ممكن 1996
- الوصايا 1997

### الأغاني
من أغانيه:
- كامل الأوصاف : عبد الحليم حافظ.
- العيون الكواحل: فايزة أحمد.
- قولوا لعين الشمس : شادية.
- الحب ليه صاحب : أحمد منيب.
- سيبوني أحب : هاني شاكر.
- جاني وطلب السماح : صباح.
- أوعدك : سعاد محمد.
- شبابيك، ممكن، ليلى، حواديت، من أول لمسة, بعتب عليكي : محمد منير.

## الوفاة
توفي مجدي نجيب في 7 فبراير 2024 عن عمر ناهز الثامنة والثمانين.